# Цинции
Ци́нции (лат. Cincii) — древнеримский плебейский род, известный писателями.
- Луций Цинций Алимент — в качестве претора управлял Сицилией в 210—209 гг. до н. э. и принимал участие в военных действиях римлян против жителей этого острова. Позже попал в плен к Ганнибалу. Ему принадлежит исторический (аналитический), написанный по-гречески рассказ о судьбах Рима, начиная с его основания и кончая современными автору событиями Ганнибаловой войны. Из сохранившихся скудных фрагментов этого труда видно, что он относил основание Рима к году, по нашему летосчислению являющемуся 729-м до н. э., и что он подробно разработал саги о Ромуле и Тарцее и историю друга плебеев Спурия Мелия[1];
- Марк Цинций (возможно, носил когномен «Алимент»; ум. после 194 до н. э.), народный трибун 204 года до н. э., предполагаемый брат предыдущего. Автор Lex Cincia de donis et muneribus/muneralis, плебисцита, запрещавшего адвокатам принимать подарки от своих клиентов и ограничивавшего право богатых делать частные дары друг другу или беднякам[2][3];
- Цинций[англ.] (I в. до н. э.), антикварный и юридический писатель времён правления императора Августа. Перечень его сочинений известен, главным образом, из словаря Веррия Флакка: о старинных словах («De verbis priscis»), о народных собраниях («De comitus»), о власти консулов («De consulum potestate») и о таинствах («Mystagogicon libri»). Кроме того, Светоний упоминает его сочинение о календаре («De fastis»), а Авл Геллий пользовался его объёмистым трактатом о военном деле («De re militari»).[1]

Цинция-антиквара от Цинция-историка впервые отделил Мартин Герц в сочинении «De Luciis Cinciis» (Берлин, 1842), там же и собрание фрагментов Цинциев.